# Hatunruna
Los hatunrunas (del quechua: Hatun Runa ‘traducción: "gran pueblo" o "gente común"’), constituían la masa principal de la población en el Imperio incaico, dedicada a la ganadería, agricultura, pesca y artesanía, hablaban el runasimi o el quechua, en todas sus variaciones. El imperio incaico disponía también de ellos para servir en el ejército y trabajar las tierras del Sol y del Inca. Estaban obligados a pagar tributo, tanto de productos como de trabajo personal de acuerdo a turnos (mita).
Un gran sector, generalmente poblaciones rebeldes o recién conquistadas, eran convertidas en mitimaes o mitmaqkunas (gentes desarraigadas de su lugar de origen para ser trasladadas a otras provincias) y en yanaconas ("auxiliar" o "ayudante" especialista en artes diversos y que apoyaba al Inca según sus cualidades). El hatunruna iniciaba su servicio al Estado al llegar a la mayoría de edad; de ahí su significado de gente mayor o gente principal. Con su trabajo paciente y abnegado eran los verdaderos forjadores de la riqueza del Estado inca, bajo la dirección acertada de la nobleza. Gracias a los principios de reciprocidad y redistribución implantados por los incas, los hatunrunas tenían asegurados su alimentación, su vestido y su vivienda.
| Clases sociales | Representantes |
| --------------- | --- |
| Realeza         | - Inca. - Coya: Esposa del inca. - Auqui: Hijo del inca y heredero. |
| Nobleza         | - Nobleza de Sangre: Restantes miembros de las Panacas (parientes del anterior inca). - Nobleza de Privilegio: Personas que destacaron por sus servicios; Sacerdotes, Acllas y Altos jefes.                                                                                                 |
| Aillu           | - Hatun Runa: Tributarios (campesinos). - Mitimaes: Grupos trasladados para colonizar nuevas regiones enseñando a los pueblos nuevas costumbres. - Yanaconas: Servidores del inca y del imperio. - Piñas: Prisioneros de guerra dependientes del inca que no eran escogidos como Yanaconas. |

## La vida de un hatunruna
En el Imperio incaico o inca, todos estaban obligados a trabajar. Desde la niñez, los hombres y mujeres del pueblo tenían obligaciones menores que iban incrementando en responsabilidad con la edad. Los menores de edad servían a los padres en las labores domésticas y en el trabajo del campo. Luego, al llegar a la mayoría de edad, el hombre y la mujer adulta estaban obligados a contraer matrimonio, adquiriendo a partir de entonces responsabilidades con el Estado, de por vida.

### Primera infancia
Cuando sentía los dolores del parto, la mujer dejaba las labores cotidianas, se iba al río cercano y daba a luz en cuclillas. Luego lavaba al infante, le cortaba el cordón umbilical con los dientes o usando cuchillos de obsidiana; para evitar la infección le aplicaba un emplasto de hierbas en el ombligo, y finalmente le arropaba y lo cargaba a la espalda. De inmediato la madre reiniciaba sus labores cotidianas, prueba de la fortaleza y estoicismo de la mujer andina. Ese mismo día se le ponía al niño su primer nombre, generalmente aludiendo algún rasgo físico notorio o al lugar de su nacimiento.
La educación de los niños era severa. La madre le daba de lactar en el suelo y nunca le cargaba en los brazos. Cuando llegaba el tiempo en que el niño intentaba ponerse de pie y caminar, lo introducían en un hoyo que le llegaba hasta el pecho, con los brazos afuera, para que pudiese jugar con pequeños juguetes de barro cocido. En otros casos les metían a una bolsa donde le amarraban y colgaban de una viga del techo, para que de ese manera se entretuviera con el vaivén. 
Al año de nacido se le cortaba el cabello en una ceremonia especial llamada rutuchicuy: cada uno de los parientes le cortaban un mechón de su cabello y le daban obsequios. Esta ceremonia aún es realizada por muchos habitantes andinos, con el nombre de “corta pelo”. Se le ponía un segundo nombre en reemplazo del primero. Parece ser que años después, en la adolescencia, se volvía a cambiar de nombre.
Los menores varones de 5 a 9 años (pucllacunas), se dedicaban a ayudar a sus padres, desgranando mazorcas, haciendo sogas, espantando moscas y distrayendo a los niños más pequeños. Las niñas de la misma edad (pucllas) dedicábanse a cargar el agua, llevar la comida y recoger la leña. Las que destacaban por su belleza física eran seleccionadas para ser acllas y llevadas a un lugar llamado el acllahuasi o casa de las escogidas.
Los niños de 9 a 12 años (tocllacoc) recolectaban plumas y cazaban pájaros. Las niñas de esa misma edad (pasupallas) recogían hierbas medicinales y flores para teñir la lana.

### Juventud
Los adolescentes de 12 a 18 años (mactacunas) se dedicaban a cuidar el ganado. Se iban ejercitando igualmente con ejercicios físicos. Las muchachas o doncellas (corocunas) se dedicaban al servicio doméstico, al tejido y al hilado. 
Cuando sucedía su primera menstruación se realizaba un ceremonial llamado Quicuchicuy. Las jóvenes debían permanecer encerradas en su casa y guardar ayuno. Luego de 3 días, sus madres las lavaban, trenzaban sus cabellos, vestíanlas con ropas de gala y las calzaban con ojotas blancas. A la casa iban los parientes, el tío de mayor jerarquía daba el nombre a la doncella, les dirigía una exhortación moral y le entregaba algún presente. Sucesivamente los demás deudos presentaban sus obsequios. A partir de los 18 años, las mujeres debían contraer matrimonio, formando su propio hogar.
Los mozalbetes de 18 a 25 años (sayapajas) estaban obligados a ir a la guerra. Cuando volvían de la guerra podían recién casarse, para lo cual tenían que esperar la venida anual del Tucuirícuc, funcionario imperial que hacía entonces de Huarmicoco o repartidor de mujeres. Todos los hombres de 25 años y las mujeres de 18 hacían sendas filas y el Huarmicoco los iba enlazando, según el orden que habían formado. Al parecer no mediaba el acomodo, de modo que los enlaces eran puramente aleatorios. Al final de las filas solían ponerse los que tenían defectos físicos, de modo que el tuerto solía casarse con la tuerta, el enano con la enana, etc. Después de la ceremonia se celebraba una gran fiesta en la que participaban todos los miembros del ayllu. En algunas regiones existían otras formas de casarse, como el matrimonio de prueba llamado Tinkunakuspa: se acostumbraba que el hombre conviviera con la mujer para comprobar si era apta para las labores domésticas y solo después de ello la solicitaba formalmente. Concepciones semejantes han sobrevivido hasta hoy en la región andina, con el llamado Servinacuy. Sin embargo, el hombre del pueblo solo podía tener una esposa, so pena de severo castigo; la poligamia era un privilegio de la nobleza.

### Adultez
La etapa adulta comenzaba pues, cuando el hombre cuando contraía matrimonio y fundaba su familia. Era entonces el elemento más activo en el trabajo y en el servicio de armas. Se le denominaba Aucacamayoc, y más comúnmente, Puric. Tal obligación duraba hasta los 50 años.
Los hatunruna eran dueños de su choza y de sus implementos domésticos, que eran básicos. Su vestuario era simple y tosco, y sus ornamentos sencillos, a diferencia de los miembros de la nobleza quienes se vestían con finos tejidos y lucían relucientes joyas. No eran dueños de la tierra que cultivaban, solo sus usuarios. Utilizaban en común las áreas de pastoreo y de extracción de leña. A cambio de su trabajo tenían la seguridad de contar con un sustento mínimo vital y el necesario en caso de calamidades, de acuerdo a lo planificado por el Estado. También contaban con momentos de alegría y diversión, durante las diversas fiestas religiosas que se realizaban a lo largo del año, las mismas que duraban días y donde se bebía abundante chicha o licor de maíz (acja), jolgorios que los españoles malinterpretaron y denominaron “grandes borracheras”, atribuyéndolos erradamente al vicio y a la ociosidad.

### Vejez
En la ancianidad, la actividad del trabajo era cada vez menor y menores también las obligaciones. Los hombres mayores de 50 años o Puricmachos quedaban exonerados del servicio militar, del pago de tributo y del cultivo de tierras, pero continuaban realizando actividades más livianas, como el acarreo de leña y paja, así como corregir y castigar a los muchachos. Algunos se desempeñaban como quipucamayocs o intérpretes de los quipus. Los muy viejos, mayores de 80 años (Roctomachos), realizaban labores menores como la fabricación de sogas y costales, así como la crianza de animales de corral.
Al morir una persona se celebraba un velorio que duraba 5 días con sus noches (Pacaricuc), durante los cuales solo comían maíz blanco y carne sin sal ni ají, entonaban endechas que decían las excelencias del muerto, ya en coros, ya en manera de diálogo y luego de sacar al difunto para enterrarlo, inhabilitaban para siempre la puerta usada al efecto e iban al río a lavar sus ropas. El luto se guardaba por un año.